# Mark 7 (bombe nucléaire)

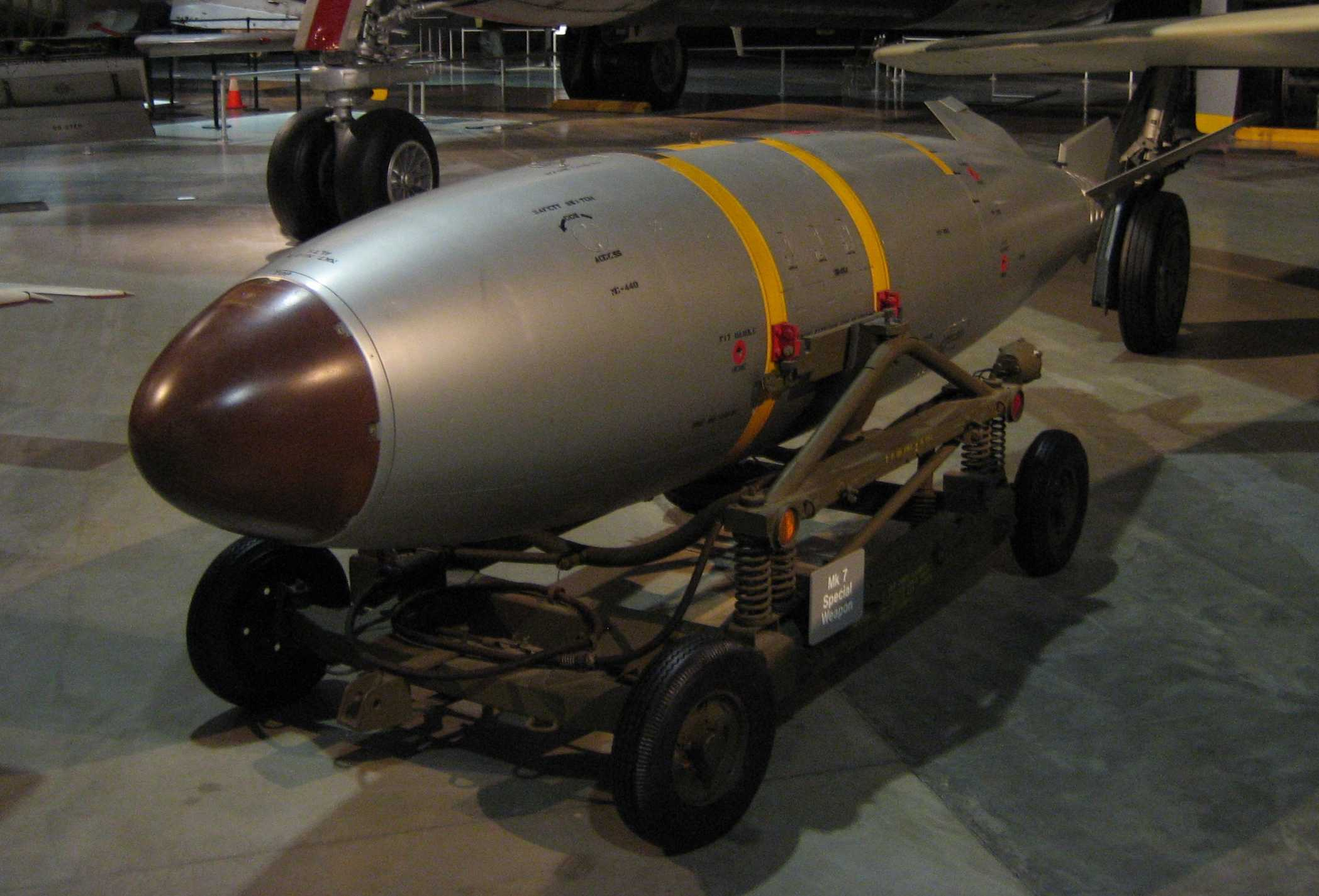
Bombe nucléaire Mark 7 exposée au musée de l'USAF.

La Mark 7 (ou Mk-7), surnommée Thor, est la première bombe nucléaire tactique employée par l'armée américaine. Elle fut testée lors de l'opération Buster-Jangle.
Afin de faciliter l'emport externe par des chasseurs-bombardiers, la Mark 7 était équipée d'ailerons rétractables. C'était une bombe à puissance variable (8 à 61 kilotonnes équivalent en TNT), de 4,6 m de long (15,2 pieds), 0,76 m de diamètre (2,5 pieds) et 762 kg (1680 livres).
Elle fut en service de 1952 à 1968 et 1 700 unités furent fabriquées.
La Mark 7 (W7) a également constitué l'ogive de la fusée BOAR de 30,5 pouces (775 mm), de la charge de profondeur nucléaire Mark 90 Betty,  des missiles balistiques MGR-1 Honest John Rocket, MGM-5 Caporal et du missile sol-air Nike Ajax.